# 畢世鴻
畢 世鴻（ヒツ　セコウ、Bi Shihong）は中国大陸における東南アジア国際関係の研究者である。中国大陸出身。現在、畢世鴻は雲南大学国際関係研究院、東南アジア研究所の教授であり、同時に、大メコン圏（GMS）研究センターの副主任を担当している。

## 概要
主たる研究分野は、主には東南アジアの国際関係、日本と東南アジアの政治・経済関係、大メコン圏の経済協力、東アジアの国際関係史など。
畢世鴻は下記の大学にて勉強し、かつその学位を取得した。
- 国際関係学院（北京）学士号
- 早稲田大学（東京）国際関係学修士号
- 南開大学（天津）歴史博士号
- 主要な研究成果：
- 畢世鴻：「中国とミャンマーの国境貿易に関する研究」（V.R.F.Series No.457）」アジア経済研究所、2010年）。
- 畢世鴻：「雲南の開発―その問題と展望」（『科学』2005年4月号）。
- 畢世鴻：「GMS開発における中国雲南省の参与、問題点と展望」（西口清勝、西澤信善編著：『メコン地域開発とASEAN共同体―域内格差の是正を目指して―』 晃洋書房、2014年）。